# Operación Treinta Horas
Operación “Treinta Horas” fue un plan para invadir militarmente Uruguay por parte del Ejército Brasileño —pocos años antes del golpe militar de junio de 1973 —, el cual fue preparado para ser ejecutado en diciembre de 1971, pero solo si el partido de izquierda Frente Amplio hubiese llegado a conseguir la victoria en las elecciones presidenciales uruguayas de ese año. Como esa agrupación política no obtuvo el triunfo, la acción militar jamás fue llevada a cabo, quedando solo en la fase de planificación. 

## Antecedentes

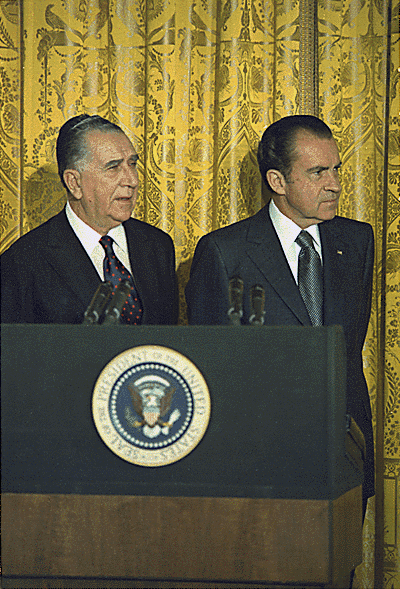
El presidente de Brasil Emílio Garrastazu Médici junto a Richard Nixon presidente de Estados Unidos entre 1969 y 1974.

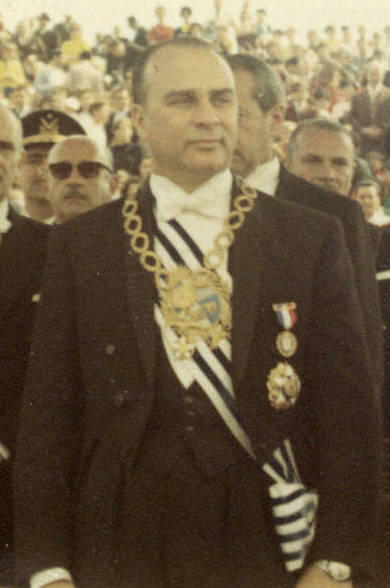
Jorge Pacheco Areco, presidente de Uruguay entre 1967 y 1972.

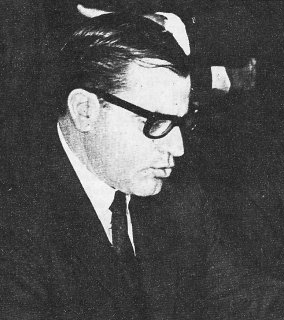
Juan María Bordaberry, presidente de Uruguay entre 1972 y 1976.

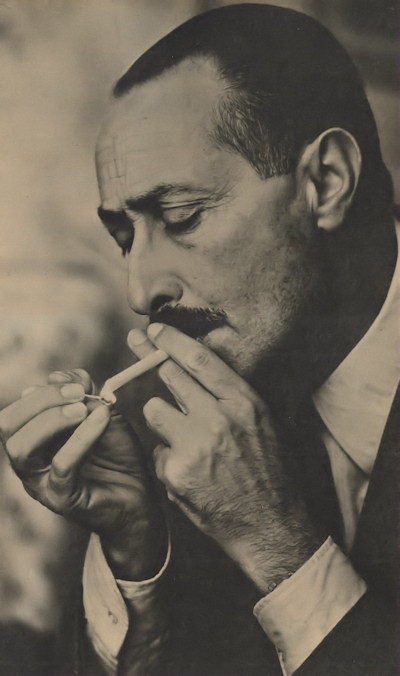
Líber Seregni, candidato a presidente de Uruguay por el Frente Amplio en las elecciones de 1971.

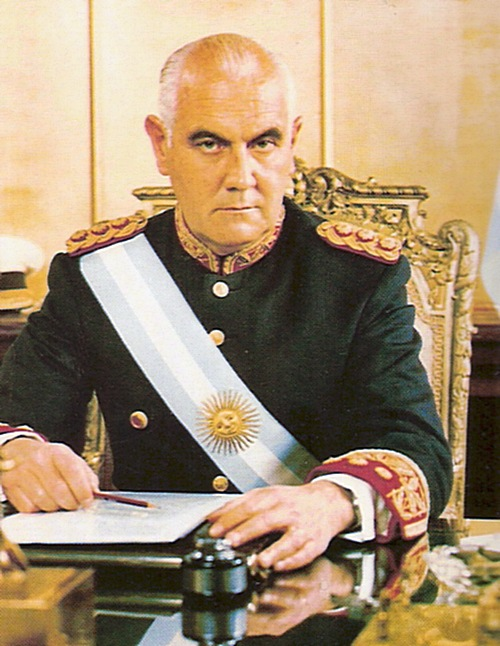
Alejandro Agustín Lanusse, presidente de la Argentina entre 1971 y 1973.

A partir de la segunda mitad de la década del 60, los gobiernos del sur de Sudamérica comenzaron a colaborar entre sí para desarrollar juntos la coordinación represiva que derivó años más tarde en la creación del Plan Cóndor, coordinación de las dictaduras latinoamericanas del Cono Sur.
En el año 1971 estaba en el poder de Brasil Emílio Garrastazu Médici, siendo el tercer gobierno militar que se sucedía consecutivamente en el país desde el Golpe de Estado del año 1964 que provocó el derrocamiento de João Goulart. Durante su presidencia, Médici enfrentó severamente a la oposición a su régimen, con represión política y combatiendo movimientos guerrilleros de izquierda mediante técnicas de espionaje y tortura.
En consonancia con la política llevada a cabo por el gobierno de Estados Unidos —presidido por Richard Nixon— de establecer una lucha anticomunista continental, Brasil buscaba impedir que en los países de la región se pudieran establecer nuevas experiencias de gobiernos de izquierda que pudiesen obstaculizar sus intereses económicos o que estimulasen la denominada subversión terrorista. De allí que apoyase en cada país a los partidos políticos rivales a los partidos de izquierda o directamente que asistiese veladamente a golpes de estado que intentasen colocar a la cabeza gobiernos anticomunistas, afines a sus ideales y objetivos, por ejemplo, en el golpe de Estado de Hugo Banzer Suárez en Bolivia contra el general Juan José Torres, o los planes para el golpe contra el gobierno del presidente chileno Salvador Allende. En la Argentina presidía Alejandro Agustín Lanusse el tercer gobierno de la dictadura militar denominada Revolución Argentina.
En Uruguay estaba concluyendo la presidencia de Jorge Pacheco Areco, a la cual había accedido por ser el vicepresidente del candidato colorado triunfante, el general retirado Óscar Diego Gestido, quien había fallecido en diciembre de 1967, pocos meses después de asumir su cargo. Pacheco, mediante las medidas prontas de seguridad, había logrado reprimir movimientos sociales y entablado una lucha antisubversiva contra las guerrillas del Movimiento de Liberación Nacional-Tupamaros. Como constitucionalmente Pacheco no podía aspirar a una reelección, se conformó la Unión Nacional Reeleccionista promoviendo una reforma constitucional mediante un plebiscito —simultáneo con las elecciones del 28 de noviembre de 1971— para que jurídicamente se lo habilite, lo cual finalmente no se consiguió, postulándose paralelamente para presidente el entonces ministro de Ganadería y Agricultura, Juan María Bordaberry. 
El temor de Pacheco Areco, de los militares y de los sectores conservadores uruguayos, era que en la elección triunfase el militar retirado Líber Seregni, candidato por el Frente Amplio, una nueva agrupación que constituía el primer partido político de izquierda que en el país lograba acumular un caudal de votos significativo y que algunos pronósticos daban como posible vencedora, debido a los sondeos de opinión de Gallup y las multitudinarias manifestaciones frenteamplistas. Esta fuerza era una alternativa para los cada vez más amplios sectores de izquierda, la cual se erigía como cuña entre el tradicional bipartidismo del país, representado por los partidos Nacional y Colorado. De allí que se afirmó que en julio de ese año Pacheco Areco solicitó a Brasil secretamente apoyo militar, si bien el General del Ejército brasileño que lo dijo (Ruy de Paula Couto) alego posteriormente que había sido mal interpretado.
Para los militares al frente del gobierno brasileño, la instalación de un gobierno de izquierda lindante con su frontera sur era calificado como una amenaza a la seguridad nacional. La participación de exiliados brasileños en la campaña del Frente Amplio les generaba sospechas de que luego utilizarían el Uruguay como base para generar revueltas en Brasil que depusieran al gobierno militar. Es que después del golpe de 1964, el exilio en Uruguay fue la alternativa que emprendieron muchos opositores políticos brasileños, entre los cuales se contaban militares, sindicalistas y políticos, incluyendo figuras destacadas como Leonel Brizola y el presidente depuesto João Goulart.
Las elecciones uruguayas fueron vistas como una posible réplica del fenómeno que había ocurrido el año anterior en Chile, con el triunfo para presidente del candidato socialista Salvador Allende, que llevó al poder a la coalición de izquierda Unidad Popular. Para el gobierno militar de Brasil, la posibilidad del triunfo de Seregni sería una pieza más de la progresiva "comunización" del subcontinente, la cual debían intentar contener, aplicando el concepto de fronteras ideológicas como parte de la “Doctrina de Seguridad Nacional”.

## La operación sale a la luz
Si bien la información sobre la Operación Treinta Horas fue hecha pública mediante las denuncias efectuadas por el exiliado político brasileño Paulo R. Schilling en el semanario uruguayo Marcha, incluso meses antes de la fecha prevista para el inicio de las acciones, solo décadas después se pudieron entrecruzar datos que confirmarían los sucesos. Sin embargo, el conocimiento detallado sobre este hecho de la historia latinoamericana todavía permanece incompleto, ya que aún se encuentran vedados a los historiadores el análisis de documentos relacionados con la dictadura brasileña de 1964, restricción aplicada por los gobiernos civiles de ese país, prorrogando por tiempo indefinido los archivos categorizados como ultrasecretos. De allí que, para subsanar estas limitaciones, la investigación histórica sobre el tema debió apelar a otras fuentes, entre las que se cuentan, los documentos de la gestión Nixon desclasificados del Departamento de Estado de los Estados Unidos y algunos de Itamaraty, (como la correspondencia reservada del entonces embajador brasileño en Uruguay, Luiz Bastián Pinto, a su canciller Mário Gibson Barbosa) las recopilaciones y e investigaciones de Enrique Serra Padrós y de Schilling y los relatos de los que estuvieron envueltos directa o indirectamente en ella, entre los cuales se encuentran los libros de memorias de militares brasileños, como el coronel Dickson Melges Grael, el brigadier Sérgio Luiz Burger y el teniente Marco Pollo Giordani, así como la confesión del general retirado brasileño Ruy de Paula Couto, efectuada en el programa de televisión “Historias” (conducido por el periodista José Mitchell) en el canal del Grupo RBS de Porto Alegre, Brasil, en una entrevista grabada en noviembre de 2006 y exhibida el 14 de en enero de 2007. Dicho general fue agregado militar en la embajada de Brasil en Montevideo entre 1967 y 1969 y además ocupó la jefatura del Estado Mayor del poderoso III Ejército, hoy llamado “Comando Militar del Sur”.
El aporte del coronel Grael, quien calificó a la Operación 30 Horas como una aventura injustificada, es especialmente destacado, ya que era oficial del Estado Mayor del Cuartel General de la 2ª División de Caballería (subordinada al mando del 3º Ejército) y se encontraba desde 1969 en la región fronteriza con Uruguay. En un determinado momento, la operación salió de la fase de planificación y comenzaron a realizarse las etapas iniciales, encomendándole el reconocimiento del área de actuación y la disposición de las piezas en posición de movilización inmediata. Como Grael discrepó de la invasión, fue transferido a un plano secundario. Años más tarde supo que, de haberse producido la acción militar, se le habría adjudicado el mando de la Brigada de Caballería Mecanizada. En una ocasión realizó una visita a guarniciones de esa región fronteriza, en compañía de un representante del Estado Mayor del Ejército (el coronel Newton Álvarez Rodríguez) y del general Arthur Moreira, quien era el agregado militar de Estados Unidos, sospechando Grael que era parte del seguimiento ejercido por el Gobierno de Estados Unidos a los preparativos militares brasileños y al escenario en que se planeaba la operación.
Igualmente, falta aún por desclasificar importante información que permita asegurar el grado de conocimiento y rol que cada parte interviniente tenía de la operación, en especial probar que los gobiernos estadounidense, argentino, uruguayo y brasileño la apoyaban, ya que las pruebas que se tienen, para algunos, no permiten confirmarlo. La hipótesis planteada por Grael es que la operación estaba siendo desarrollada exclusivamente en el ámbito del 3º Ejército, sin el conocimiento oficial de la Marina y de la Aeronáutica. No queda claro si se hacía con la anuencia del presidente Médici o si le sería posteriormente presentada, una vez finalizada su elaboración.
Según el general Ruy de Paul Couto, no se planificó combates entre los ejércitos brasileño y uruguayo, sino que había un entendimiento entre ambos para operar de manera conjunta.

## El plan
El comandante de la 3.ª Región Militar del Ejército Brasileño (la cual tiene sede en Porto Alegre, Estado del Río Grande del Sur), general Breno Borges Fortes, ya tenía sus tropas desplegadas junto a la frontera con Uruguay. El plan consistía en dar la orden de que cruzar el límite y, mediante una acción militar, invadir la república uruguaya en un ataque de tipo relámpago. Esta operación era conocida en los círculos militares brasileños, argentinos y en el Departamento de Estado de los Estados Unidos, con el nombre de “Treinta Horas”, título que precisamente se relacionaba al tiempo en que los estrategas brasileños estimaron adecuado para que su ejército lograse ocupar la totalidad del territorio uruguayo, anulando cualquier intento de resistencia, ateniéndose a que si la operación les demandase más tiempo, sobrevendrían fuertes reacciones internacionales, por lo que una acción rápida dejaría a la comunidad de naciones frente a la circunstancia de un hecho consumado y no con una situación aún abierta.
La intervención militar fulminante finalmente hubiese concluido con el traspaso del poder a manos de un gobierno de facto civil no izquierdista (por ejemplo, manteniendo en el poder a Pacheco Areco) o directamente a un gobierno militar local, puesto que el núcleo de oficiales uruguayos que se aglutinaban en la logia “Tenientes de Artigas” estaban urdiendo un plan de golpe de Estado, para evitar que el Frente Amplio asuma el poder. Uruguay quedaría como una suerte de “protectorado”, una tutela de hermanos mayores, según palabras del general Hugo Bethlem. La operación habría contado con la anuencia o, cuanto menos, el conocimiento de Estados Unidos, país que sin embargo guardaba ciertos reparos, ya que la misma podía provocar un conflicto con una potencia vecina, puesto que el presidente del gobierno militar argentino, el General Lanusse, se inclinaba por apoyar solo un autogolpe de Pacheco. Tanto Nixon como Lanusse se oponían a cualquier intento de anexión de Uruguay por Brasil, objetivo que era el buscado por Itamaraty según Schilling, pero que fue negado por Grael.
Seregni afirmó que obtenían información del plan brasileño por parte de los soldados de ese país que cruzaban al lado uruguayo para visitar las boites de Rivera y de Santana do Livramento. Las tropas brasileñas quedaron acantonadas en la frontera uruguaya hasta el mismo día de los comicios. Como Seregni perdió las elecciones, la ejecución del plan no fue necesaria, aunque se postuló que igualmente Brasil logró imponer un candidato afín “amañando la elección”. Finalmente, fue elegido presidente Bordaberry, el candidato del Partido Colorado, gracias a la ley de lemas, ya que había obtenido menos votos que el candidato del Partido Nacional, Wilson Ferreira Aldunate.
Posteriormente, en menos de dos años, los militares uruguayos concluirían el golpe de Estado el 27 de junio de 1973 e instaurarían un largo gobierno militar, iniciándolo con un autogolpe del propio Bordaberry.